# Онишкевич Зеновій
Зеновій Онишке́вич (Зиновій, Зенон; 8 грудня 1929, Львів — 30 грудня 2018, Данбері) — український художник і педагог  ; член Американського товариства акварелістів та Об'єднання митців-українців в Америці.

## Життєпис
Народився 8 грудня 1929 року в місті Львові (нині Україна). Під час Другої світової війни емігрував на «Захід». Закінчив українську гімназію у Мюнхені.
З 1949 року — у Сполучених Штатах Америки. Початкову малярську освіту здобув у Мистецькій школі студентської ліги у Нью-Йорку, де навчався у класі професора Реджинальда Марша; продовжив навчання у Національній академії образотворчих мистецтв у Роберта Філіпа; згодом закінчив відділення графіки та ілюстрації в Інституті Пратта.
Мешкав у містечку Риджфілді у штаті Коннектикуті. Викладав рисунок у Школі славетних митців у містечку Вестпорті та у Ферфілдському університеті.
Помер у Данбері (за іншими даними у Риджфілді) 30 грудня 2018 року.

## Творчість
Працював у галузях станкового живопису, станкової і газетно-журнальної графіки. Олією та аквареллю створював портрети, пейзажі, натюрморти, фігуративні композиції. Серед робіт:
- «Мама» (1950-ті);
- «Злива» (1950-ті);
- «Вид на гори Кецкіл» (1950-ті);
- «Перший сніг» (1950-ті);
- «Відлив» (1950-ті);
- «Хата рибалки» (1950-ті);
- «Околиця Есекс» (1950-ті);
- «Перед дощем» (1950-ті);
- «Сонячний день» (1950-ті);
- «Акторка» (1950-ті);
- «Мущина» (1950-ті);
- «Портрет кардинала Сліпого» (1966);
- «Будинок над горою» (1966);
- «Антоніо Саморе» (1967);
- «Панна» (1968, вугілля);
- «Старий міст у Рокавей, Нью-Йорк» (1969);
- «Рибалки на березі моря» (1960-ті);
- «Остання стайня на 2000 метрах, Великий Сен-Бернар» (1988);
- «Норвезький пейзаж» (1996).

У 1966 році, на замовлення кардинала Йосифа Сліпого, для офіційної папської резиденції виконав портрет папи Павла VI.
Ілюстрував політичними карикатурами американські часописи «Тhe New York Times», «Reader's Digest» та інші.
Брав участь у мистецьких виставках з 1955 року, зокрема організованих Товариством молодих образотворчих митців українців, Об'єднанням митців-українців в Америці, Американським товариством акварелістів у 1965, 1968 роках. Персональні виставки провів у Нью-Йорку в 1959, 1963, 1966 роках, Вашингтоні та Джорджтауні у 1963 році, Чикаго, Детройті, Торонто.